# Eddie Hazel
Edward Earl Hazel, detto Eddie (New York, 10 aprile 1950 – Plainfield, 23 dicembre 1992), è stato un chitarrista statunitense, noto soprattutto per essere stato membro dei Parliament-Funkadelic.
È considerato tra i chitarristi più influenti in ambito funk.

## Discografia

### Da solista
- 1977 - Game, Dames and Guitar Thangs (Real Gone Records)
- 1994 - Jams from the Heart (EP) (JDC Records)
- 2000 - Rest in P (P-Vine Records)
- 2006 - At Home (With Family)

### Con i Funkadelic
- 1970 - Funkadelic
- 1970 - Free Your Mind... and Your Ass Will Follow
- 1971 - Maggot Brain
- 1972 - America Eats Its Young
- 1973 - Cosmic Slop
- 1974 - Standing on the Verge of Getting It On

### Con Bernie Worrell
- 1978 - All the Woo in the World